# Mukashu
Mukashu är ett periodiskt vattendrag i Burundi.   Det ligger i provinsen Cibitoke, i den nordvästra delen av landet, 50 km norr om huvudstaden Bujumbura.
Omgivningarna runt Mukashu är en mosaik av jordbruksmark och naturlig växtlighet. Runt Mukashu är det tätbefolkat, med 319 invånare per kvadratkilometer.